# Elaphropeza quatei
Elaphropeza quatei är en tvåvingeart som beskrevs av Igor Shamshev 2007. Elaphropeza quatei ingår i släktet Elaphropeza och familjen puckeldansflugor. Inga underarter finns listade i Catalogue of Life.